# Lolwah Al-Khater

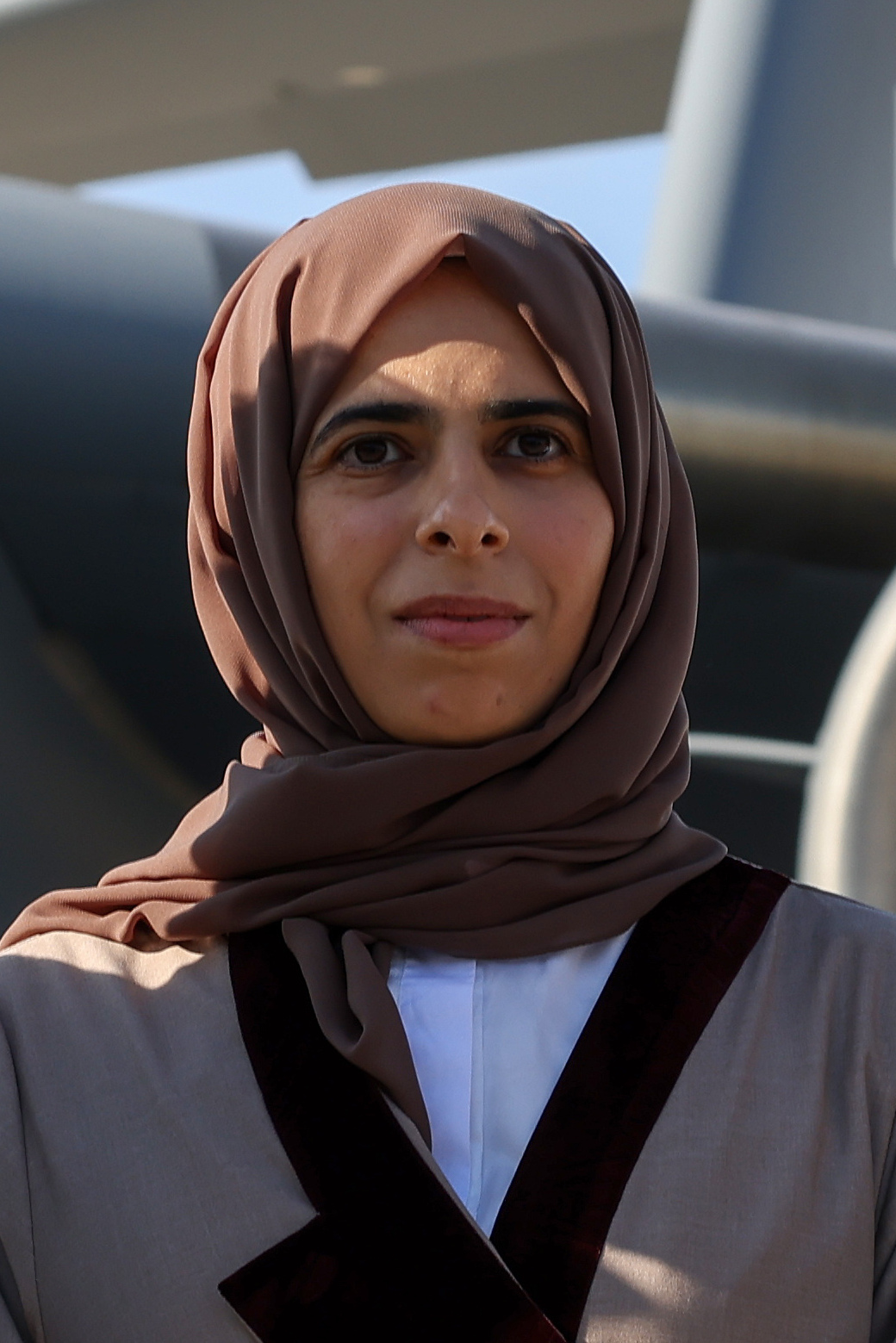
Lolwah Al-Khater

Lolwah Rashid Mohammed Al-Khater (arabisch لؤلؤة راشد محمد الخاطر, DMG Luʾluʾa Rāšid Muḥammad al-Ḫāṭir; geboren in Doha) ist eine katarische Diplomatin, die als erste katarische Frau das Amt der Sprecherin des katarischen Außenministeriums und der stellvertretenden Außenministerin von Katar bekleidet.

## Karriere
Lolwah Al-Khater hat einen Master of Science in Informatik und arbeitete zunächst als Ingenieurin im Bereich Öl und Gas. Sie erwarb einen Master of Arts in Public Policy mit dem Schwerpunkt Public Policy und Islam. Laut ihrer Biografie ist sie Teilzeitdozentin am Doha Institute for Graduate Studies und wissenschaftliche Mitarbeiterin am Oxford Gulf and Arabian Peninsula Forum am St Antonyʼs College der Universität Oxford. Laut ihrer Biografie ist sie Doktorandin an der Universität Oxford im Bereich Orientalistik und untersucht Islam und Moderne im Kontext der arabischen Nahda.
Al-Khater trat als bevollmächtigte Ministerin in das Außenministerium von Katar ein. Sie war Direktorin für Planung und Qualität bei der Qatar Tourism Authority und Forschungsprojektleiterin bei der Qatar Foundation for Education, Science and Community Development. Im Jahr 2017 wurde Al-Khater von Mohammed bin Abdulrahman Al Thani zur Sprecherin des Außenministeriums ernannt und war damit die erste Frau in diesem Amt, was als wichtiger Fortschritt für die Vertretung von Frauen in der katarischen Regierung gewertet wurde. In dieser Funktion war sie laut Al Khaleej „eine der prominentesten Stimmen“, die sich während der diplomatischen Krise in Katar 2017 für Katar einsetzte und sich für eine „sinnvolle Lösung“ des syrischen Bürgerkriegs einsetzte. 2019 wurde sie von Emir Tamim bin Hamad Al Thani zur stellvertretenden Außenministerin ernannt.
Sie ist Sprecherin des Obersten Ausschusses für Krisenmanagement in Katar. In dieser Funktion informierte sie die Öffentlichkeit während der COVID-19-Pandemie täglich im katarischen Fernsehen.
Sie ist Mitglied des Beirats des Campus der Georgetown University in Katar.